# Al-Khirrit ibn Ràixid an-Nají
Al-Khirrit ibn Ràixid an-Nají o, més senzillament, Al-Khirrit fou un partidari d'Alí ibn Abi-Tàlib al costat del qual va combatre a la batalla de Siffín, però contra qui finalment es va revoltar en conèixer els primers resultats de l'arbitratge d'Adhruh. Perseguit fins a Madain, es va retirar amb els seus seguidors cap al Khuzestan. Alí va enviar contra ell a Màqil ibn Qays ar-Riyahí i va ordenar al governador de Bàssora, Abd-Al·lah ibn Abbàs, de reforçar l'atac amb un contingent dirigit per Khàlid ibn Madan at-Taí. Al-Khirrit fou derrotat i mort a la batalla.